# Auburn (Kentucky)
Auburn ist eine City im Logan County im Südwesten des US-Bundesstaates Kentucky. Nach der Bevölkerungszählung von 2020 lebten in der Stadt 1.589 Einwohner.

## Geographie
Die Stadt erstreckt sich über ein Areal von 4,6 km². Zu diesem Gebiet werden keine Wasserflächen gerechnet. Die Stadt liegt in einer Höhe von 212 m ü. d. M.

## Geschichte
Auburn wurde im frühen 19. Jahrhundert begründet. Damals bezeichnete sich die Ortschaft jedoch als Federal Grove, Black Lick Settlement bzw. Woodville. Nach Angaben des ansässigen historischen Vereins rührt die Umbenennung in Auburn von der Stadt Auburn im US-Bundesstaat New York her. Das Black Lick Postamt eröffnete 1860 und wurde bereits zwei Jahre später in Auburn Post Office umbenannt.

## Demographie
Dem United States Census 2000 zufolge leben in Auburn 1.444 Einwohner in 584 Haushalten und 397 Familien. Die Bevölkerungsdichte beträgt 316,8 Menschen/km². Die Bevölkerung der Stadt teilt sich in 90,86 Prozent Weiße, 6,86 % Afroamerikaner, 0,14 % Indianer, 0,14 % Asiaten, 2,01 % leiten ihre Abstammung von zwei oder mehr Ethnien ab. 0,69 Prozent der Bevölkerung sind hispanischer oder lateinamerikanischer Abstammung.
In 32,2 Prozent der Haushalte leben minderjährige Kinder bei ihren Eltern, in 50,5 % wohnen verheiratete Paare, in 12,7 % leben allein erziehende Mütter, und in 32,0 % leben keine Familien bzw. unverheiratete Paare. 29,3 % aller Haushalte werden von einer einzelnen Person geführt und in 15,4 % der Wohnungen lebt eine alleinstehende Person, die älter als 65 Jahre ist. Die durchschnittliche Größe eines Haushalts beträgt 2,36 und die durchschnittliche Familiengröße 2,88 Individuen.
Die Altersstruktur der städtischen Bevölkerung Auburns spaltet sich folgendermaßen auf: 23,6 % unter 18 Jahren, 8,0 % zwischen 18 und 24 Jahren, 28,8 % im Alter zwischen 25 und 44, 19,7 % zwischen 45 und 64, sowie 19,8 Prozent, die älter als 65 Jahre sind. Das durchschnittliche Alter beträgt 38 Jahre.
Auf je 100 Frauen kommen 79,6 Männer. Nimmt man das Vergleichsalter 18 Jahre oder älter an, so ergibt sich sogar ein Verhältnis von 100:76,8.
Das durchschnittliche Einkommen eines Haushaltes dieser Stadt beträgt 30.500 US-Dollar, das mittlere Einkommen einer Familie 38.173 $. Männer verfügen über ein Einkommen von 28.365 gegenüber 20.000 $ bei Frauen. Das Pro-Kopf-Einkommen innerhalb der Stadt beträgt 14.779 Dollar. 15,1 Prozent der Bevölkerung und 11,3 % der Familien leben unterhalb der Armutsgrenze. In Bezug auf die Gesamtbevölkerung Auburns leben 17,3 % der unter 18-Jährigen und 18,9 % der über 65-Jährigen jenseits der Armutsgrenze.

## Kultur
Ein kleines Historisches Museum mit einer kleinen Modelleisenbahn und den üblichen zusammengetragenen Erinnerungsstücken beherbergt auch die örtliche Stadtbücherei.

## Tourismus
Das örtliche Tourismuscenter wirbt mit dem bezeichnenden Slogan: Large enough to serve you, small enough to know you.
Jeweils am zweiten Septemberwochenende (Freitags bis Samstags) veranstaltet man die „Auburn Autumn Days“, ein Herbstfest mit „pancake breakfast“, Trödelmarkt, einer historischen Exkursion und Museumsbahn sowie dem obligatorischen Barbecue.